# Panzerzug 75
Panzerzug 75 – niemiecki pociąg pancerny z okresu II wojny światowej, który uczestniczył w tłumieniu powstania warszawskiego.

## Historia
Pociąg pancerny „Panzerzug 75” typu BP-44 został przekazany załodze Wehrmachtu 15 kwietnia 1944 roku, w bazie niemieckich pociągów pancernych znajdującej się na stacji kolejowej Rembertów. 15 lipca uzyskał gotowość bojową, po czym przydzielony do Grupy Armii „Środek”, od 28 lipca operował w Modlinie. 
Po wybuchu powstania, stacjonując od 5 sierpnia na stacji kolejowej Warszawa Gdańska ostrzeliwał pozycje powstańców. Operując na kolei obwodowej ostrzeliwał Stare Miasto i Żoliborz oraz pozycje powstańców w innych dzielnicach Warszawy, między innymi na Powiślu. W czasie powstańczego natarcia na Dworzec Gdański w dniach 20–22 sierpnia znacząco przyczynił się do niepowodzenia ataku, którego celem było połączenie się oddziałów powstańczych ze Starego Miasta z Żoliborzem.
We wrześniu 1944 roku stacjonował w Radomiu, przemianowany na „Lehr Panzerzug 5” i skierowany do Milowic, następnie w lutym 1945 roku wysłany został do Grupy Armii „Wisła”. 5 marca podczas odwrotu z Pomorza został zniszczony pod Białogardem przez oddziały ludowego Wojska Polskiego.

## Uzbrojenie
Pociąg składał się z załogi liczącej 194 żołnierzy, lokomotywy oraz dziesięciu wagonów chronionych pancerzem o grubości około 30 mm. Etatowe uzbrojenie pociągu składało się z: 
- 2 armat 7,62 cm FK 295/1(r),
- 2 haubic 10-cm leFH 14/19(p),
- 2 dział przeciwlotniczych 2 cm Flakvierling 38,
- 2 moździerzy,
- 4 ciężkich i 26 lekkich karabinów maszynowych,
- 26 pistoletów maszynowych,
- 102 karabinów,
- 71 pistoletów.